# Sântana
Sântana (în germană Sanktanna, în maghiară Újszentanna) este un oraș în județul Arad, Crișana, România, format din localitățile componente Caporal Alexa și Sântana (reședința).

## Așezare geografică
Orașul Sântana este situat în zona de nord-vest a județului Arad, la o distanță de 28 km de municipiul Arad și la 22 km de orașul Chișineu-Criș.
Întreg teritoriul orașului se leagă de un element foarte important, „Câmpia Tisei”, în care este așezat în întregime. Sub raportul întinderii sale, orașul Sântana ocupă 10.714 ha.
Un element foarte important îl constituie faptul că orașul dispune de căi de comunicație care îl ajută la dezvoltarea relațiilor economice cu restul localităților și regiunilor învecinate. Astfel, calea ferată Timișoara–Arad–Oradea care trece prin Sântana se bifurcă spre Brad și Cermei, șoseaua Arad-Oradea ce trece la 7 km de comună prin drumul județean Pâncota–Caporal Alexa (Cherechiu)–Sântana–Curtici.

## Istorie

Cetatea hallstattiană Sântana

Urmele unor așezări omenești pe teritoriul orașului Sântana datează din epoca neolitică. Pe drumul spre Curtici, la kilometrul 10, au fost găsite urme ale unor așezări omenești cu o vechime de peste 4.500 de ani.
Localitatea Sântana a fost înființată pe domeniul așezării mai vechi Comlăuș, care este amintită prima oara în listele de zeciuială papală din anul 1334–1335 făcând parte din arhidiaconatul catolic Pâncota. În 1566 Comlăușul a fost pustiit de turci împreună cu tot comitatul Zărand. Imperiul Habsburgic a colonizat aici șvabi, la sud-est de Comlăuș fiind înființat astfel satul Sfânta Ana, actualul oraș Sântana.
În Strada Micșunelelor nr. 29 din Comlăuș a existat casa lui Constantin Popovici, membru al delegației de 300 români care a prezentat în 1892 Memorandumul. Tot el l-a găzduit la 25 ianuarie 1897 pe Badea Cârțan, care și-a dedicat viața răspândirii în Transilvania a publicațiilor din România.
În perioada interbelică a fost reședința plășii Sântana, în cadrul județului Arad (interbelic).
Sântana a fost ridicată la rang de oraș în data de 23 decembrie 2003, prin lege adoptată de Parlamentul României.

## Demografie
Componența etnică a orașului Sântana
     Români (79,79%)
     Maghiari (1,94%)
     Romi (8,38%)
     Germani (2,91%)
     Necunoscut (6,76%)
     Altă etnie (0,2%)
Componența confesională a orașului Sântana
     Ortodocși (76,04%)
     Romano-catolici (5,05%)
     Penticostali (8,98%)
     Baptiști (1,19%)
     Necunoscută (6,93%)
     Altă religie (1,78%)
La recensământul din 1930 au fost înregistrați 5.582 locuitori, dintre care 4.922 germani, 373 maghiari, 260 români, 24 evrei ș.a. Sub aspect confesional populația era alcătuită din 5.274 romano-catolici, 241 ortodocși, 26 mozaici, 25 reformați ș.a.
Conform recensământului efectuat în 2011, populația orașului Sântana se ridică la 11.428 de locuitori, în scădere față de recensământul anterior din 2002, când se înregistraseră 12.936 de locuitori. Majoritatea locuitorilor sunt români (79,8%). Principalele minorități sunt cele de romi (8,38%), germani (2,91%) și maghiari (1,94%). Pentru 6,76% din populație, apartenența etnică nu este cunoscută.
Din punct de vedere confesional, majoritatea locuitorilor sunt ortodocși (76,04%), dar există și minorități de penticostali (8,99%), romano-catolici (5,06%) și baptiști (1,2%). Pentru 6,93% din populație nu este cunoscută apartenența confesională.

## Politică și administrație
Orașul Sântana este administrat de un primar și un consiliu local compus din 17 consilieri. Primarul, Daniel-Sorin Tomuța[*], de la Partidul Național Liberal, este în funcție din 2012. Începând cu alegerile locale din 2024, consiliul local are următoarea componență pe partide politice:
|  | Partid                          | Consilieri | Componența Consiliului | Componența Consiliului | Componența Consiliului | Componența Consiliului | Componența Consiliului | Componența Consiliului | Componența Consiliului | Componența Consiliului | Componența Consiliului |
|  | ------------------------------- | ---------- | ---------------------- | ---------------------- | ---------------------- | ---------------------- | ---------------------- | ---------------------- | ---------------------- | ---------------------- | ---------------------- |
|  | Partidul Național Liberal       | 9          |                        |                        |                        |                        |                        |                        |                        |                        |                        |
|  | Alianța pentru Unirea Românilor | 4          |                        |                        |                        |                        |                        |                        |                        |                        |                        |
|  | Partidul Social Democrat        | 3          |                        |                        |                        |                        |                        |                        |                        |                        |                        |
|  | Partidul Puterii Umaniste       | 1          |                        |                        |                        |                        |                        |                        |                        |                        |                        |

## Monumente

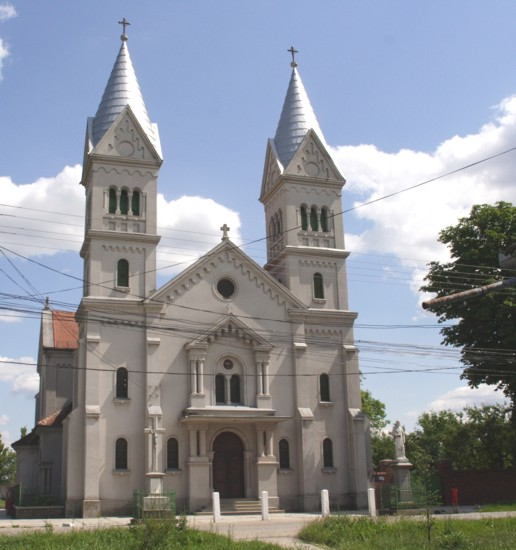
Biserica romano-catolică din cartierul Comlăuș

Arhitectura specifică, monumentele istorice și de arhitectură precum clădirea "Convictului", casa urbarială și fortificațiile "Cetatea veche" sunt câteva repere turistice ale acestei localități.

## Personalități
- Ștefan Augustin Doinaș, (n. Ștefan Popa 1922 - 2002), poet, academician, senator.
- Iudith Szabo (n. 1928), medic, profesor universitar;
- Petre Săbădeanu (1931 - 2008), interpret de muzică populară;
- Stefan W. Hell (n. 1962), laureat al Premiului Nobel pentru Chimie
- Adrian Drida (n. 1982), fotbalist;
- Adina Giurgiu (n. 1994), fotbalistă.

## Economie

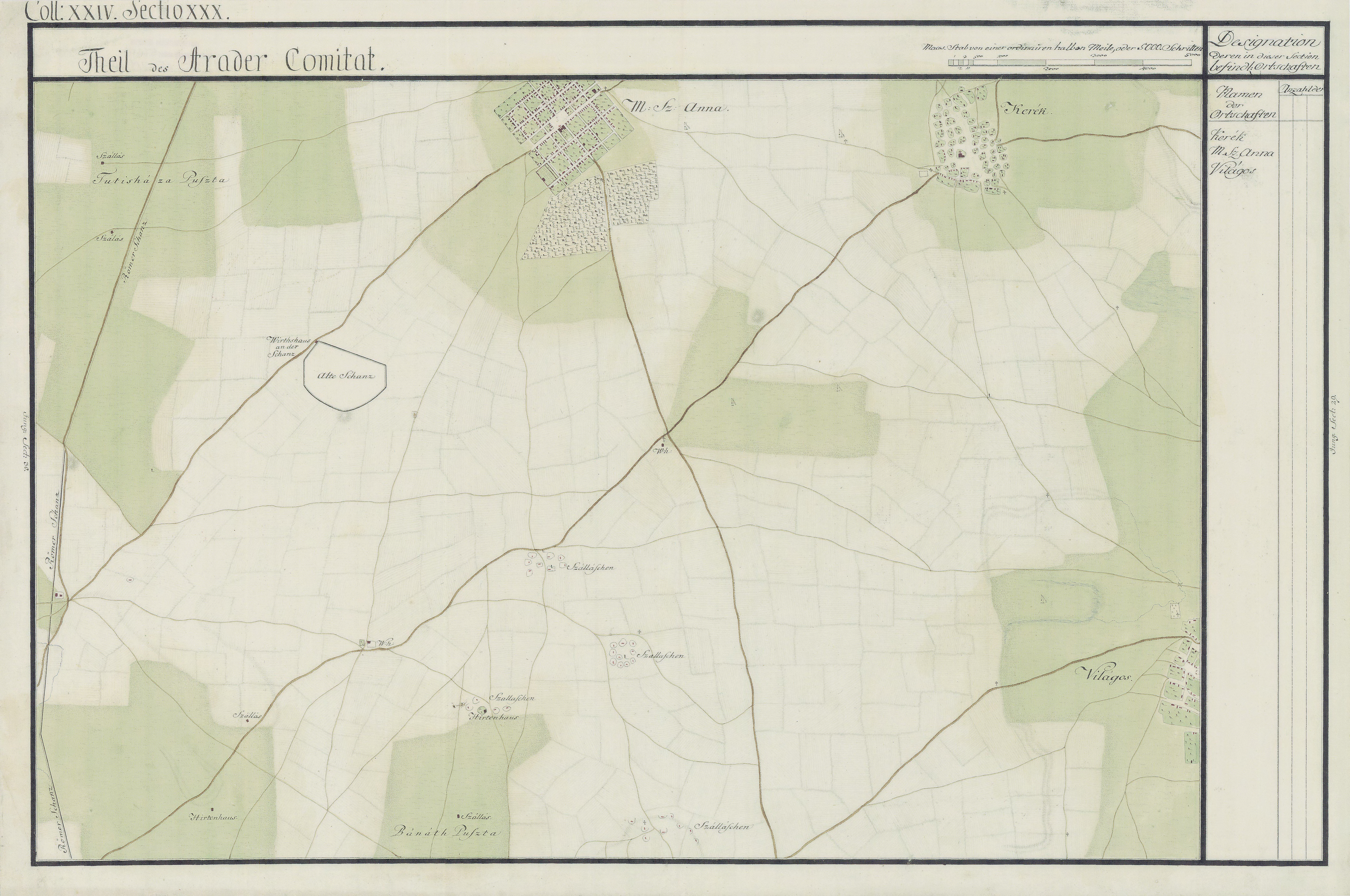
Sântana în Harta Iozefină a Comitatului Arad, 1782-85

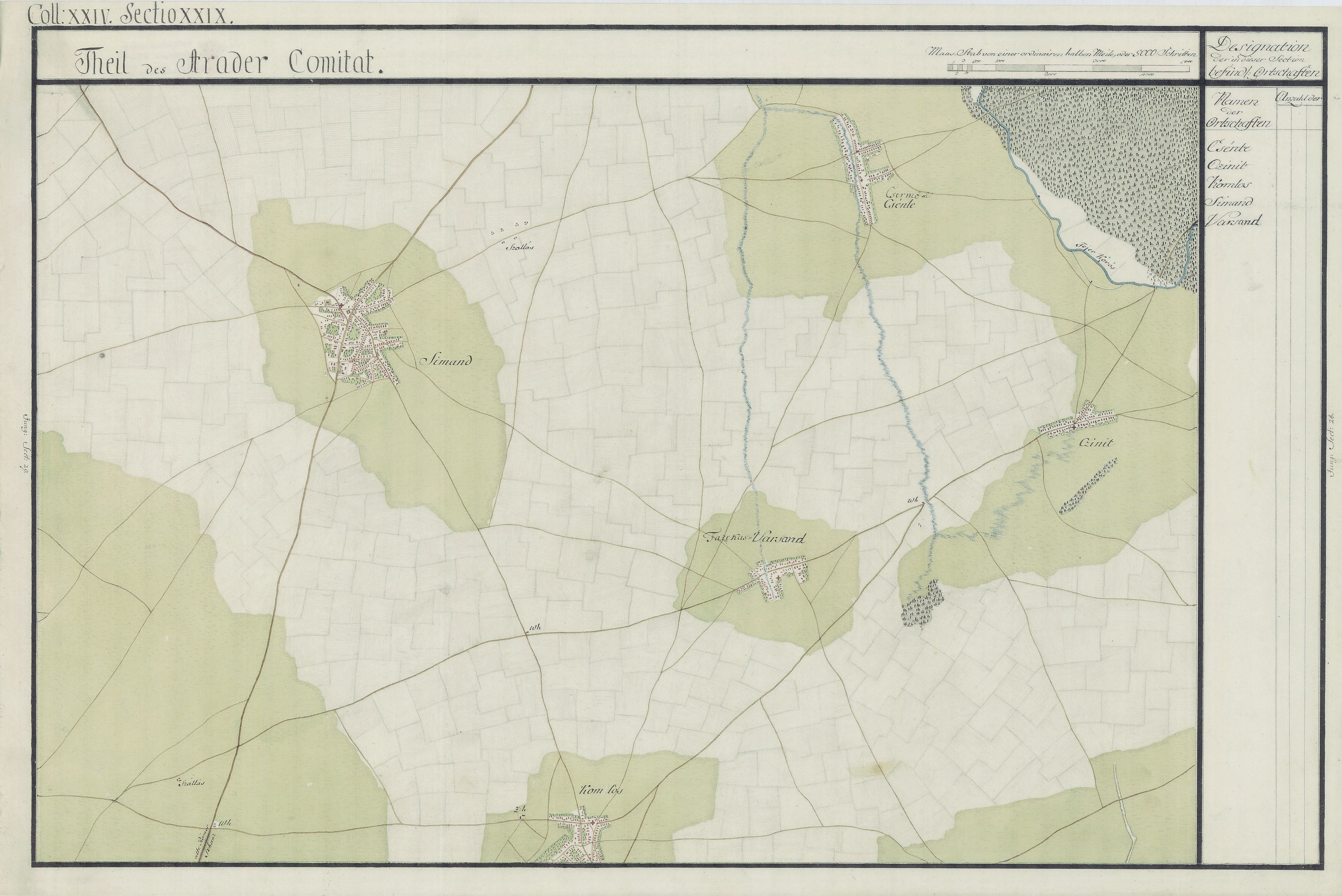
Comlăuș în Harta Iozefină a Comitatului Arad, 1782-85

Deși economia orașului este predominant agrară, în ultima perioadă sectorul economic secundar și terțiar au avut evoluții ascendente. Sântana este și un important centru viticol al regiunii.